# Bachenberg

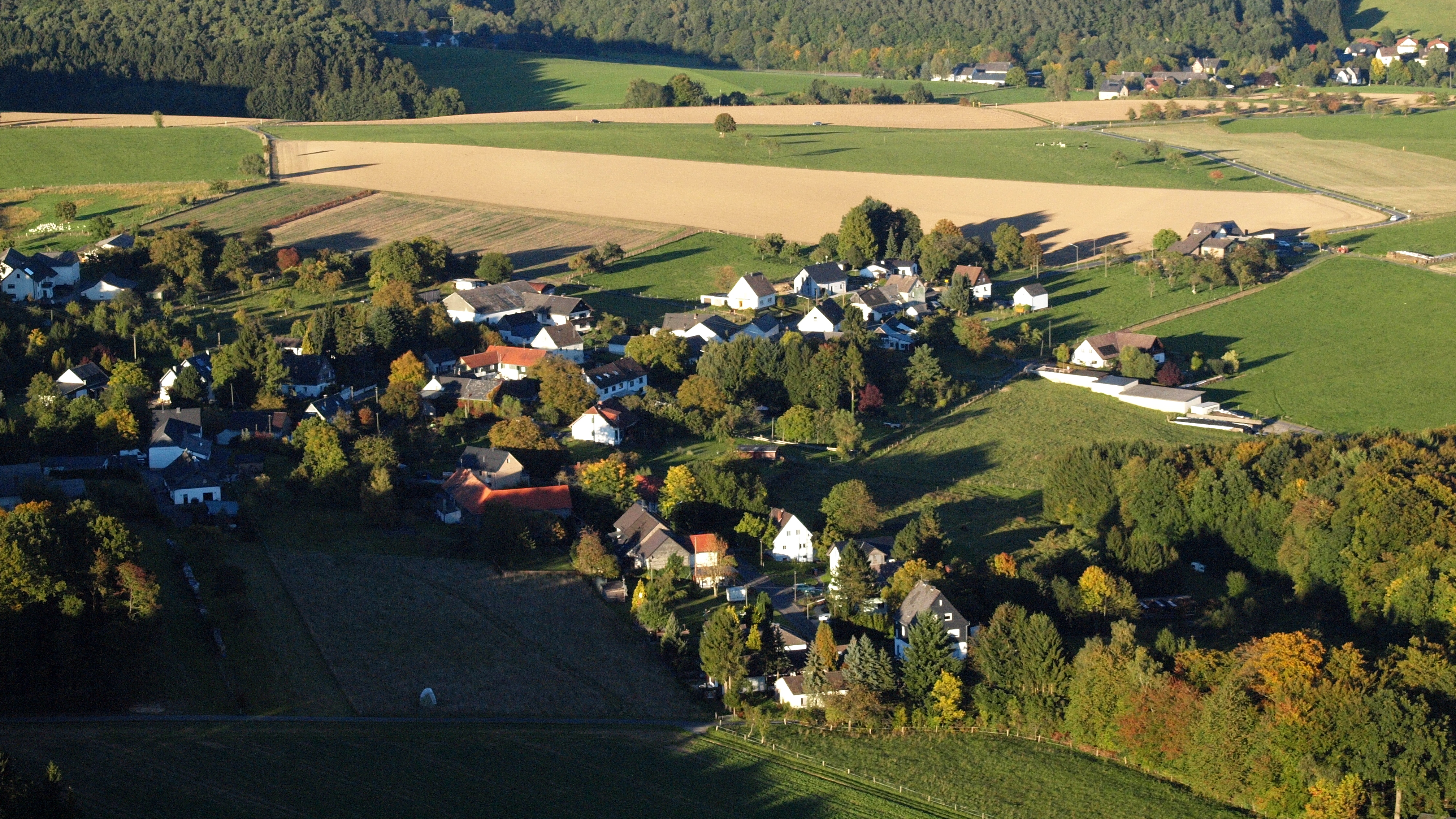
Bachenberg, Luftaufnahme (2015)

Bachenberg ist eine Ortsgemeinde im Landkreis Altenkirchen (Westerwald) in Rheinland-Pfalz. Sie gehört der Verbandsgemeinde Altenkirchen-Flammersfeld an.

## Geographische Lage
Die Gemeinde liegt im Westerwald etwa 5 km nördlich der Kreisstadt Altenkirchen. Das Gemeindegebiet erstreckt sich vom Beulskopf aus in südöstlicher Richtung. Im westlichen und nördlichen Teil herrschen zusammenhängende Waldflächen vor, der südliche Teil wird von landwirtschaftlicher Nutzfläche geprägt. Innerhalb der Gemarkung sind seit 1987 sieben Landschaftsteile als erhaltenswerte Biotope ausgewiesen.
Nachbarorte sind Busenhausen im Nordwesten, Niedererbach im Osten und die Höfe oder Weiler Koberstein und Dieperzen im Südwesten.

## Geschichte
Die erste urkundliche Erwähnung von Bachenberg fand 1428 statt.
Bachenberg gehörte zur Grafschaft Sayn. Die Einwohner wurden nach der Einführung der Reformation in der Grafschaft Sayn erst lutherisch und später reformiert. Nach der Landesteilung der Grafschaft Sayn im 17. Jahrhundert zählte Bachenberg zur Grafschaft Sayn-Altenkirchen.
Innerhalb der Grafschaft gehörte Bachenberg zum Kirchspiel Altenkirchen, das auch eine weltliche Verwaltungseinheit darstellte und die niedere Gerichtsbarkeit ausübte. 1787 wurden in Bachenberg elf Haushaltungen gezählt. Im Jahr 1803 wurde die Grafschaft und damit Bachenberg im Reichsdeputationshauptschluss dem Fürstentum Nassau-Usingen zugesprochen, das 1806 im Herzogtum Nassau aufging. Infolge der auf dem Wiener Kongress (1815) getroffenen Beschlüsse sowie aufgrund eines zwischen Nassau und Preußen abgeschlossenen Vertrages wurden die beiden vormals saynischen Grafschaften an das Königreich Preußen abgetreten.
Unter der preußischen Verwaltung gehörte Bachenberg zur Bürgermeisterei Altenkirchen im 1816 neu gebildeten gleichnamigen Kreis im Regierungsbezirk Koblenz, der von 1822 an zur Rheinprovinz gehörte.
Bevölkerungsentwicklung
Die Entwicklung der Einwohnerzahl von Bachenberg, die Werte von 1871 bis 1987 beruhen auf Volkszählungen:
| Jahr | Einwohner |
| 1815 | 52        |
| 1835 | 73        |
| 1871 | 86        |
| 1905 | 113       |
| 1939 | 106       |
| 1950 | 106       |

| Jahr | Einwohner |
| 1961 | 110       |
| 1970 | 130       |
| 1987 | 103       |
| 1997 | 128       |
| 2005 | 116       |
| 2023 | 101       |

## Politik

### Gemeinderat
Der Gemeinderat in Bachenberg besteht aus sechs Ratsmitgliedern, die bei der Kommunalwahl am 9. Juni 2024 in einer Mehrheitswahl gewählt wurden, und dem ehrenamtlichen Ortsbürgermeister als Vorsitzendem.

### Ortsbürgermeister
Heiko Kempf wurde am 5. September 2024 Ortsbürgermeister von Bachenberg. Da bei der Direktwahl am 9. Juni 2024 kein Wahlvorschlag eingereicht wurde, oblag die Neuwahl des Bürgermeisters gemäß rheinland-pfälzischer Gemeindeordnung dem Rat, der sich auf seiner konstituierenden Sitzung für Heiko Kempf entschied.
Kempfs Vorgänger Ulrich Becker hatte das Amt von 1999 bis 2024 ausgeübt.

## Wirtschaft und Infrastruktur
Bachenberg war bis in die 1970er Jahre hinein eine vorwiegend durch die Landwirtschaft, insbesondere Milchwirtschaft und Geflügelzucht geprägte Ortschaft. Vor einigen Jahren wurden mehrere Betriebe geschlossen und aufgegeben, so ein Stellmacherbetrieb und ein Lebensmittelgeschäft. Die Entwicklung hat dazu geführt, dass die meisten Erwerbstätigen heute in Altenkirchen und anderen Städten der Umgebung beschäftigt sind, wodurch Bachenberg zu einer reinen Wohngemeinde geworden ist.
Die Waldinteressentenschaft besitzt gemeinschaftlich etwa 42,5 ha Wald.
Die nächste Autobahn-Anschlussstelle an der A 3 ist Neustadt/Wied und liegt in etwa 20 km Entfernung. Drei Kilometer südöstlich von Bachenberg verläuft die Bundesstraße 256.